# Maire de Tunis
Le maire de Tunis préside le conseil municipal de Tunis, capitale de la Tunisie. Son mandat est de cinq ans.

## Histoire
Avant 1858 existe la fonction de Cheikh El Médina. Le décret beylical du 30 août 1858 crée la municipalité de Tunis et en confie la gestion à un conseil municipal de quatorze membres (un président, un vice-président et douze notables) désignés par le bey. Le texte constitutif stipule que les membres du conseil sont remplacés par tiers chaque année. Un tirage au sort détermine l'ordre de sortie des conseillers dans les deux premières années. À partir de la troisième année, les sortants sont les plus anciens. Toutefois, le mandat peut être renouvelé une fois. De plus, les membres du conseil municipal de Tunis ne sont pas nommés par le pouvoir central mais élus au suffrage censitaire.
Le conseil devait s'assembler au moins quatre fois par an, aux mois de safar, joumada al oula, chaabane et dhou al qi`da. Chaque session durait un mois mais pouvait être prorogée par le président en cas de nécessité. Les délibérations devaient recevoir l'approbation du bey. Les décisions du conseil étaient prises à la majorité des voix ; en cas de partage, la voix du président était prépondérante. Les séances étaient secrètes. Un budget des recettes et des dépenses était présenté, chaque année, au conseil par le président, ainsi que les comptes de l'exercice clos, qui devaient ensuite être soumis à l'approbation du bey. Le président avait en outre, dans ses attributions, la direction des travaux d'utilité publique, la signature des contrats avec les entrepreneurs, celle des bons et mandats, des dépenses et des recettes, et la perception des revenus affectés à l'entretien de la ville,.
En outre, une administration spéciale chargée du nettoyage de la ville est créée par le bey le 2 juin 1872. Cette assemblée est composée d'un conseil central présidé par le président de la municipalité et d'un conseil auxiliaire pour chaque quartier de la ville. Selon le texte législatif, les membres du conseil central sont choisis par la population tunisienne. Le conseil auxiliaire du quartier habité par les Européens est composé d'un membre pour chaque nationalité représentée par un consul. Ces membres sont élus par les notables des communautés européennes et confirmés par les consuls. Aucun texte ne précise sous quelle forme doit s'effectuer le vote mais il est fort probable qu'il devait se faire par acclamations ou sous la forme d'un scrutin à main levée.
Au lendemain de l'établissement du protectorat français en 1881, les finances municipales sont gérées par un receveur français dès octobre 1882. Après la signature des conventions de La Marsa le 8 juin 1883 qui obligent le bey à signer tous les textes de lois préparés par le résident général de France, c'est ce dernier qui nomme les conseillers municipaux. Ainsi, le décret beylical du 31 octobre 1883 porte à 17 le nombre de membres dont huit Européens. Parmi les quatre Français nommés, deux sont vice-présidents, ce qui leur assure le pouvoir effectif. Contrairement aux conseillers européens qui sont nommés par décret, les Tunisiens conservent le mode de désignation électif, l'un d'eux étant élu par les notables de la communauté juive.
Le décret du 1er avril 1885 fixe le mode de fonctionnement des municipalités dans toute la Régence. Le mode de désignation électif des conseillers tunisiens de Tunis est d'abord conservé, avant d'être remplacé le 10 juin 1885 par des nominations par décret comme dans toutes les autres municipalités. Un renouvellement par tiers tous les ans est prévu par le décret mais la mesure ne sera jamais appliquée, les renouvellements devenant automatiques. Un décret est toutefois promulgué le 1er janvier 1924, limitant à trois ans le mandat de ces conseillers municipaux, mais il ne sera pas plus appliqué que le décret précédent.
Ce mode de désignation est conservé jusqu'au décret beylical du 15 septembre 1945, qui dote la ville de Tunis d'un conseil municipal composé de 18 membres tunisiens et 18 membres français, tous élus pour six ans à l'exclusion du Cheikh El Médina, qui reste désigné par l'administration. Mais les procédures d'élections ne sont pas les mêmes pour tous. Alors que les conseillers français sont élus au suffrage universel, les électeurs tunisiens sont toujours soumis au suffrage censitaire et capacitaire.
Le nombre de conseillers municipaux est porté à quarante membres (vingt Français et vingt Tunisiens) par le décret du 12 mars 1953 puis à 42 membres le 4 mars 1954.

## Fonction
Depuis sa fondation par décret beylical de Mohammed Bey, le 30 août 1858, la municipalité de Tunis a été administrée par une trentaine de maires qui ont eu en charge :
- les affaires de la cité ;
- la gestion des intérêts municipaux ;
- la contribution à la promotion sociale, économique et culturelle de Tunis.

## Liste

### Période beylicale
Ci-dessous figure une liste des Cheikhs El Médina jusqu'en 1885 :
- 1789-1821 : Hamida Ghammed
- 1821-1847 : Hammouda Asfouri
- 1847-1853 : Mohamed Asfouri
- 1853-1861 : Amira Thabet
- 1861-1864 : Mohamed Zahar
- 1864-1866 : Ismail Maaouia
- 1866-1867 : Ahmed Siala
- 1867-1870 : Chedly Dallagi
- 1870-1884 : M'hammed Dallagi
- 1884-1885 : Mohamed Asfouri

Ci-dessous figure une liste des maires depuis 1858 :
- 1858-1865 : Général Husseïn
- 1865-1869 : Mohamed Gara
- 1869-1881 : Mohamed Larbi Zarrouk

### Protectorat
- 1881-1882 : Hassouna Dali
- 1882-1883 : Hassouna Louzir
- 1883-1885 : Mohamed Mebazaâ
- 1885-1902 : Mohamed Asfouri
- 1902-1912 : Sadok Ghileb
- 1912-1915 : Mustapha Dinguizli
- 1915-1926 : Khelil Bouhageb
- 1926-1932 : Chedly El Okby
- 1932-1934 : Ali Sakkat
- 1934-1935 : Abdeljelil Zaouche
- 1935-1941 : Mustapha Sfar
- 1941-1942 : Mohamed Saâdallah
- 1942-1943 : Aziz Djellouli
- 1943-1956 : Chedly Haïder

### Indépendance
| Portrait | Nom                                                 | Début du mandat | Fin du mandat   | Appartenance politique |  | Notes |
| -------- | --------------------------------------------------- | --------------- | --------------- | ---------------------- |  | --- |
|          | Ahmed Zaouche (4 octobre 1907-23 mai 1973)          | 1956            | 1957            | Néo-Destour            |  | |
|          | Ali Belhouane (13 avril 1909-11 mai 1958)           | 1957            | 1958            | Néo-Destour            |  | |
|          | Ahmed Zaouche (4 octobre 1907-23 mai 1973)          | 1958            | 1963            | Néo-Destour            |  | |
|          | Hassib Ben Ammar (11 avril 1924-15 décembre 2008)   | 1963            | 1969            | Néo-Destour puis PSD   |  | |
|          | Fouad Mebazaa (15 juin 1933)                        | 1969            | 1973            | PSD                    |  | |
|          | Ezzeddine Abassi (19 janvier 1920-février 2010)     | 1973            | 1975            | PSD                    |  | |
|          | Hassen El Memmi (7 juillet 1927-17 juillet 2020)    | 1975            | 1978            | PSD                    |  | |
|          | Salah Aouidj (3 juillet 1909-22 décembre 1990)      | 1978            | 1980            | PSD                    |  | |
|          | Zakaria Ben Mustapha (7 juillet 1925-4 juin 2019)   | 1980            | 13 mai 1986     | PSD                    |  | |
|          | Mohamed Ali Bouleymane (10 mai 1942-4 octobre 2021) | 13 mai 1986     | 1988            | PSD                    |  | |
|          | Ahmed Belkhodja                                     | 1988            | 1990            | RCD                    |  | |
|          | Mohamed Ali Bouleymane (10 mai 1942-4 octobre 2021) | 1990            | 2000            | RCD                    |  | |
|          | Abbès Mohsen (25 octobre 1945)                      | 2000            | 11 janvier 2010 | RCD                    |  | |
|          | Mohamed Béji Ben Mami (27 janvier 1950)             | 11 janvier 2010 | 8 avril 2011    | RCD                    |  | |
|          | Seifallah Lasram                                    | 8 avril 2011    | 3 juillet 2018  | Indépendant            |  | Désigné en tant que président de la délégation spéciale, après la dissolution du Conseil municipal à la suite de la révolution tunisienne. |
|          | Souad Abderrahim (16 décembre 1964)                 | 3 juillet 2018  | 8 mars 2023     | Ennahdha               |  | Première femme élue maire de la ville, à la suite des premières élections municipales après la révolution de 2011.                         |